# NGC 2020
NGC 2020 é uma nebulosa na direção da constelação de Dorado. O objeto foi descoberto pelo astrônomo John Herschel em 1836, usando um telescópio refletor com abertura de 18,6 polegadas. 